# A sötétebbik oldal
A sötétebbik oldal (węg. Ciemniejsza strona) – dziewiąty, a szósty studyjny, album węgierskiego zespołu Bikini, wydany nakładem EMI-Quint w 1991 roku na MC i CD. Album promowały teledyski do utworów „Ki visz haza”, „Olcsó vigasz” i „Engedj be, kérlek”.

## Lista utworów
1. „Ki visz haza” – 3:18
2. „Olcsó vigasz” – 4:12
3. „Péntek 13” – 4:42
4. „Anarchia” – 2:49
5. „Csak annyit érzek” – 6:08
6. „Rossz szokás” – 3:17
7. „Szállj a fény felé” – 4:25
8. „Ne menj el” – 4:02
9. „Engedj be, kérlek” – 5:37

## Skład
- Lajos D. Nagy – wokal
- Alajos Németh – gitara basowa, instrumenty klawiszowe
- Zsolt Daczi – gitara
- Péter Gallai – instrumenty klawiszowe, wokal
- Bertalan Hirleman – instrumenty perkusyjne
- Zoltán Kató – saksofon
- Ildikó Keresztes – wokal (gościnnie: 2, 3, 5)
- Bea Lastofka – wokal (gościnnie: 2, 3, 5)